# Pridraga
Pridraga – wieś w Chorwacji, w żupanii zadarskiej, w gminie Novigrad. W 2011 roku liczyła 1470 mieszkańców.